# Píxel

Imatge esquematitzada de 16 x 16 píxels

El píxel o pícsel (neologisme de l'anglès pixel, derivat de la contracció de picture element que significa 'element de la imatge') és, en informàtica, la unitat mínima que forma una imatge digital gràfica. Aquesta imatge pot ser mostrada i interpretada pel maquinari de l'ordinador, per exemple, mitjançant un monitor o una impressora. Un píxel usualment es defineix com un punt o un quadrat, però realment no té una forma determinada. Es pot dir que es tracta d'una mostra abstracta o una unitat de mesura de resolució de pantalla. El píxel té una mida concreta; és establerta pel fabricant del maquinari; acostuma a ser de l'ordre de mil·límetres. Els píxels són unitats independents, però el fet que es percebin com un conjunt és degut a la limitació de la nostra visió, que fa que s'obtingui una sensació de continuïtat. A partir del concepte de píxel, s'han derivat altres termes com ara vòxel (element de volum), tèxel (element de textura) i surfel (element de superfície), utilitzats per altres processaments de la imatge.
Es considera que Russell Kirsch va ser el seu inventor quan treballava a l'Institut Nacional d'Estàndards i Tecnologia, i va ser la base pel desenvolupament de les imatges digitals. La primera imatge escanejada és una foto del seu fill, de l'any 1957.

## Concepte

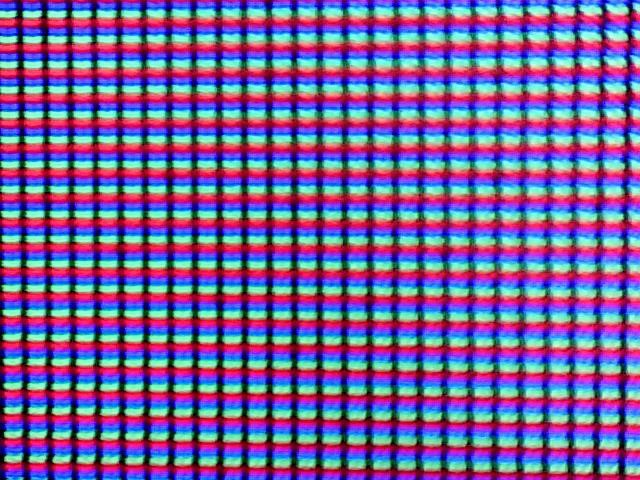
Píxels observats a través d'un microscopi.

Ampliant prou una imatge (zoom) en la pantalla d'un ordinador, poden observar-se els píxels que la componen, n'hi ha prou amb veure aquesta pantalla a través d'una gota d'aigua. Els píxels són els punts de color (sent l'escala de grises una gamma de color monocromàtica). Les imatges es formen com una successió de píxels. La successió marca la coherència de la informació presentada, sent el seu conjunt una matriu coherent d'informació per a l'ús digital. L'àrea on es projecten aquestes matrius sol ser rectangular. La representació del píxel en la pantalla, al punt de ser accessible a la vista per unitat, forma una àrea homogènia en quant a la variació del color i la densitat per polzada, sent aquesta variació nul·la, i definint cada punt sobre la base de la densitat, referent a l'àrea.
En les imatges del mapa de bits, o en els dispositius gràfics, cada píxel es codifica mitjançant un conjunt de bits de longitud determinada (la profunditat de color); per exemple, pot codificar-se un píxel amb un byte (8 bits), de manera que cada píxel admet fins a 256 variacions de color ({\displaystyle 2^{8}} possibilitats binàries), de 0 a 255. En les imatges anomenades de color veritable, normalment s'utilitzen tres bytes (24 bits) per a definir el color d'un píxel; és a dir, en total es poden representar uns {\displaystyle 2^{24}} colors, això és 16.777.216 variacions de color. Una imatge en la qual s'utilitzin 32 bits per a representar un píxel té la mateixa quantitat de colors que la de 24 bits, ja que els altres 8 bits són usats per a efectes de transparència.

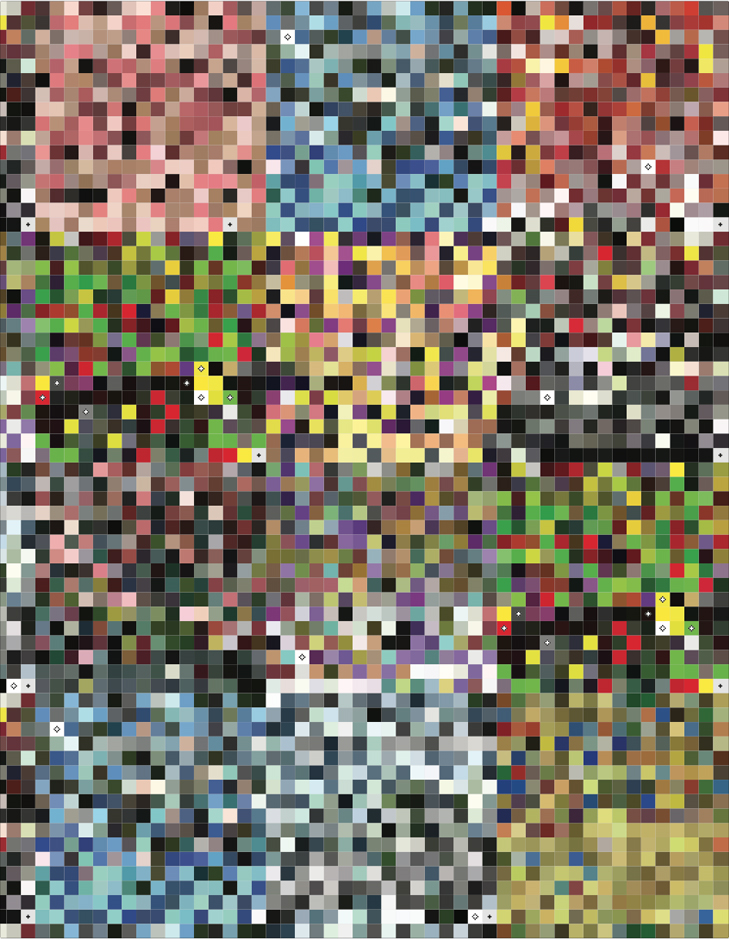
Art amb píxel

Per a poder visualitzar, emmagatzemar i processar la informació numèrica representada en cada píxel, s'ha de conèixer, a més de la profunditat i lluentor del color, el model de color que s'utilitza. Per exemple, el model de color RGB (Red-Green-Blue) permet crear un color compost pels tres colors primaris segons el sistema de mescla additiva. D'aquesta manera, segons la quantitat de cadascun d'ells que s'usi en cada píxel serà el resultat del color final d'aquest. Per exemple, el color magenta s'aconsegueix barrejant el vermell i el blau, sense component verd (aquest byte es posa en 0). Les diferents tonalitats del mateix color s'aconsegueixen variant la proporció en què intervenen les dues components (s'altera el valor d'aquests dos bytes de color del píxel). En el model RGB el més freqüent és usar 8 bits en representar la proporció de cadascuna de les tres components de color primàries. Així, quan una de les components val 0, significa que ella no intervé en la mescla i quan val 255 ({\displaystyle 2^{8}}– 1) significa que intervé donant el màxim d'aquest to, valors intermedis proveeixen la intensitat corresponent.
La major part dels dispositius que s'usen amb una computadora (monitor, escàner, etc.) usen el model RGB (model de reflexió o additiu), excepte els que aporten tints, com les impressores, que solen usar el model CMYK (model substractiu).

## Propietats

### Intensitat de color al píxel
La intensitat de cada píxel és variable: en els sistemes de color, cada píxel té normalment tres o quatre dimensions de variabilitat del tipus vermell, verd i blau (model de color RGB), o bé cian, magenta, groc i negre (model de color CMYK). A cada píxel, se li associa un nombre digital que correspon al seu nivell de lluminositat en la imatge. El valor d'aquesta magnitud representa l'energia electromagnètica capturada i sempre és un nombre positiu codificat en binari.
El nombre de colors diferents que podem representar amb un píxel depèn del nombre de bits per píxel (bpp) o profunditat de color. El màxim nombre de colors que pot prendre un píxel podem trobar-lo elevant 2 al nombre de bpp. Els valors més comuns són els següents:
- 1 bpp → {\displaystyle 2^{1}=2} colors, també anomenat monocrom.
- 2 bpp → {\displaystyle 2^{2}=4} colors, anomenat CGA.
- 4 bpp → {\displaystyle 2^{4}=16} colors, aquesta és la profunditat mínima acceptada per a l'estàndard VGA.
- 8 bpp → {\displaystyle 2^{8}=256} colors, anomenat súper-VGA.
- 16 bpp → {\displaystyle 2^{16}=65.536} colors, conegut com a Highcolor.
- 24 bpp → {\displaystyle 2^{24}=16.777.216} colors, anomenat Truecolor.
- 48 bpp → {\displaystyle 2^{48}=281.474.976.710.656} colors, utilitzat per a treballs professionals.

Totes les imatges digitals estan formades per una disposició de píxels a manera de matriu, amb les seves corresponents files i columnes que ens donaran la localització de cada element de la composició. Com més píxels s'usen per a representar una imatge, més fidel serà al model original.
|  |  |

### Resolució del píxel

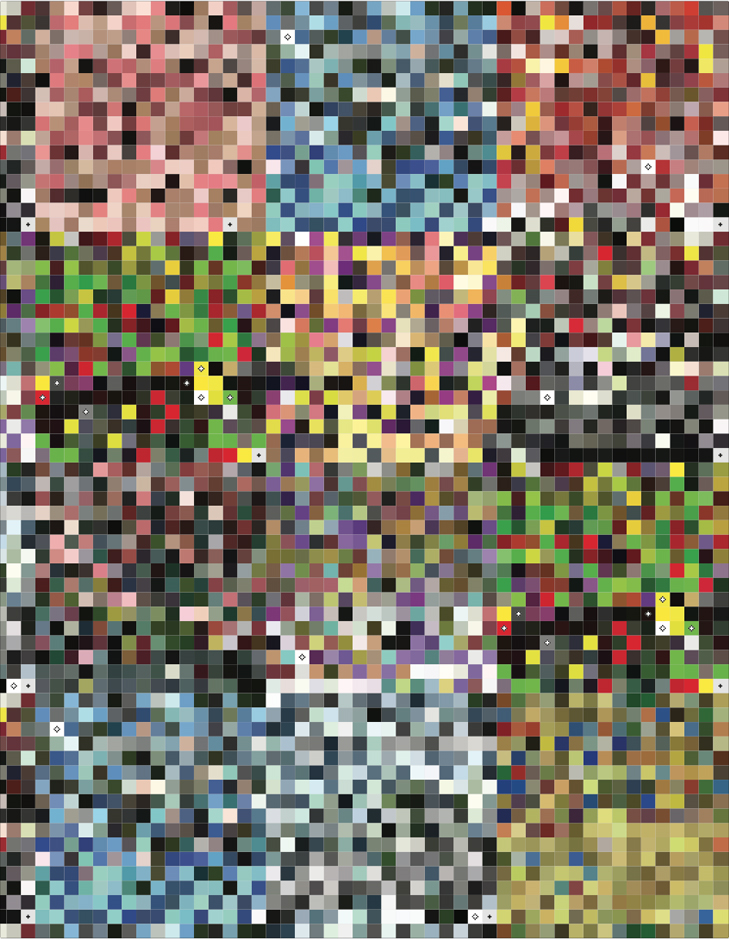
Pixel art

El nombre de píxels d'una imatge s'anomena de vegades resolució, encara que la resolució té una definició més específica, ja que inclou altres paràmetres.
Els píxels d'una imatge es poden expressar de diverses maneres: com un únic nombre, com en el cas de les càmeres digitals, en què diem "5 megapíxels" i ens hi referim que té 5 milions de píxels; també els podem definir amb dos nombres, com "640 x 480", en què entenem que la imatge té 640 píxels d'amplada i 480 d'alçada.
És important establir la diferència entre els píxels com a elements de la imatge i els píxels com a dispositius físics capaços de captar llum dins de la matriu d'un sensor digital, encara que és correcte parlar de píxels per ambdós significats.
En informàtica, una imatge formada per píxels s'anomena mapa de bits o imatge rasteritzada.

### Subpíxel
Molts sistemes d'adquisició i reproducció d'imatge, per diverses raons, no són sensibles als diferents canals de colors d'un mateix lloc. Aquesta aproximació se sol resoldre usant múltiples subpíxels, cadascun dels quals suporta un únic canal de color.
En aquest tipus de sistemes que utilitzen subpíxels, es poden realitzar dos tipus d'aproximacions:
- Els subpíxels poden ser ignorats, tractant els píxels com la unitat més petita a la qual ens podem adreçar en una imatge.
- El subpíxel pot ser inclòs en els càlculs de representació; això suposa una millor resolució del color de la imatge resultant, encara que el procés de representació en serà més llarg.

### Megapíxel
Un megapíxel és un milió de píxels. Se sol utilitzar per a expressar el nombre de píxels d'una imatge i, en el cas dels sistemes d'adquisició i reproducció d'imatges, expressa el nombre d'elements sensors.

### Píxel quadrat
El píxel quadrat és la representació del punt en format digital. El píxel és la unitat mínima d'informació en imatge gràfica 2D, que tant serveix per a la representació com per a l'emmagatzemament d'informació.

#### Relació
En els sistemes d'avui en dia, a partir de la relació d'aspecte i de la definició espacial, els píxels es mesuren en unes determinades unitats. Per al cas de la definició horitzontal ({\displaystyle D_{H}}), el píxel es mesura en cpw i, en canvi, la definició vertical ({\displaystyle D_{V}}) es mesura en cph.
Donades aquestes definicions, perquè el píxel es consideri quadrat, s'ha de complir que: 
en què {\displaystyle W \over H} és la relació d'aspecte.

#### Concepte a partir de la relació
La relació anterior posa de manifest que, per a comparar dues magnituds ({\displaystyle D_{H}} i {\displaystyle D_{V}}), han de tenir les mateixes unitats.
Per tant, per al cas de ({\displaystyle D_{H}}), si multipliquem per H (centímetres per unitat d'alçada), hi queden les unitats de cicles/{\displaystyle \mathrm {cm} ^{-1}}.
Anàlogament, per al cas de ({\displaystyle D_{V}}), si multipliquem per V (centímetres per unitat d'amplada), hi queden les unitats de cicles/{\displaystyle \mathrm {cm} ^{-1}}.
Per tant, ara ja podem comparar les dues magnituds. En cas que siguin iguals, es tracta d'un píxel quadrat.

#### Utilitats
En termes d'exploració entrellaçada, el fenomen del píxel quadrat es va donar a conèixer a la dècada de 1980. En aquell moment, la companyia Apple va tenir moltes dificultats per a poder representar la realitat tal com era; va voler utilitzar un sistema d'exploració antic en altes resolucions de l'època (640 x 200), que deformaven notablement la realitat. A partir de llavors, es va veure la necessitat d'adaptar els sistemes d'exploració a les altes resolucions.